# Nikolaj Henrik Kuur
Nikolaj Henrik Kuur (ur. 1723 na wyspie Als, zm. 21 listopada 1775 w Gdańsku) – duński dyplomata i urzędnik konsularny.
Syn Johana Henriksena Kuura (1683-1733), pastora i Anne Magdalene Nielsdatter Knabe (1689-1755). Nikolaj Henrik Kuur pełnił funkcję sekretarza/charge d'affaires poselstwa Danii w Warszawie i Dreźnie (1757-1761) i rezydenta i konsula Danii i Norwegii w Gdańsku (1762-1775).